# Dida Moessou
Dida Moessou est une localité au centre de la Côte d'Ivoire dans la région du N'zi. La localité de Dida Moessou appartient au département de Bocanda. Dida-Moessou, localité située à environ 20 km de la commune de Bocanda. Sa population est estimée à environ 1 731 habitants.